# 八斗坝杨家坝
八斗坝杨家坝，原应名八斗𬇙杨家坝，位于中国福建省霞浦县松港街道八斗浿村龙潭溪上游，为霞浦县级文物保护单位，类型为古建筑，公布时间为2010年11月，历史年代为宋，是霞浦县境内罕见的宋代水渠，目前仍在使用，对研究宋代水利有着重大意义。